# Tif (rappeur)
Pour les articles homonymes, voir Tif.
Tif (\tif\), stylisé TIF, de son vrai nom Toufik Bouhraoua, né le 23 mai 1996 à Alger (Algérie), est un rappeur, chanteur et auteur-compositeur-interprète algérien actif en France.
Remarqué pour son style musical hybride mêlant rap, raï, gnaoua, chaâbi et musique andalouse, sa notoriété s'accroît au début des années 2020 avec des morceaux aux paroles introspectives et empreintes de mélancolie, influencées par son vécu personnel et son exil de son pays d'origine. Ses deux premiers projets studios, Houma Sweet Houma et 1.6, sortis respectivement en 2022 et 2023, évoquent des thèmes tels que l'identité, la nostalgie, et les défis liés à la vie en diaspora. Fort du succès de 1.6, il dévoile en fin d'année une session live de l'album, saluée par la critique.
Parallèlement à sa carrière d'artiste, Tif cofonde en 2021 le label indépendant, Houma Sweet Houma, avec les frères Adil et Younès Boucif.

## Biographie

### Origines et enfance

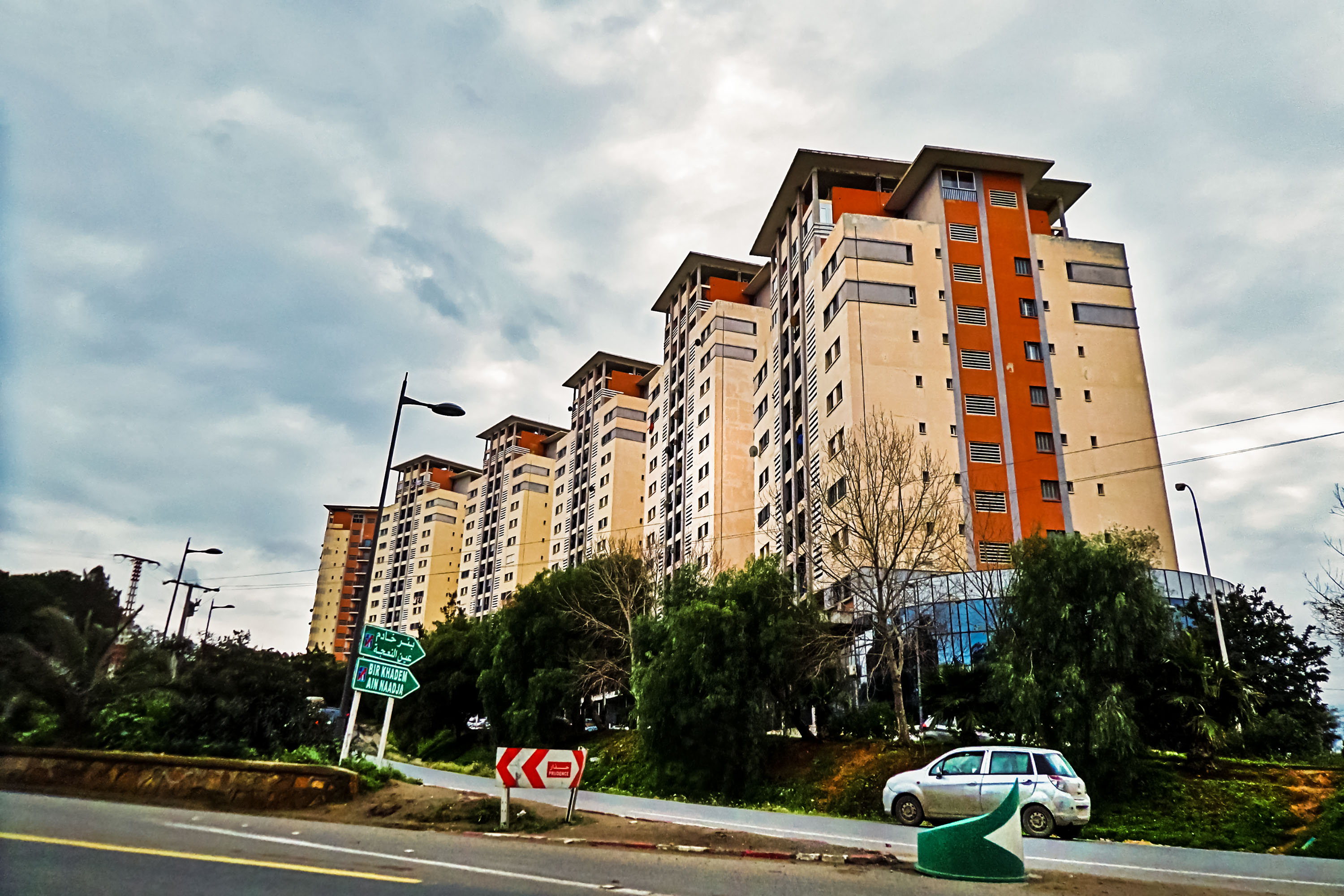
Logements AADL à Alger, équivalent des HLM en France

Toufik Bouhraoua naît le 23 mai 1996 à El Hammamet, dans la banlieue nord-ouest d'Alger, en pleine décennie noire. Son père est architecte pour une compagnie pétrolière et sa mère professeur des écoles. Il grandit avec ses deux frères dans un logement social AADL près de Bab El Oued. Durant son enfance, il est surnommé Tifou, dont le diminutif donnera son nom de scène,. « En plus, c’était une chaîne de dessins animés avec laquelle j’ai perfectionné mon français », explique-t-il en référence à Tfou TV.
Lors de ses trajets vers l'école, Toufik est bercé par le Chaâbi, un genre musical que lui fait découvrir son père, qui l'initie également à Joe Dassin et à la Variété Française. Cependant, à l'âge de dix ans, Tif découvre le rap grâce à son frère aîné et se passionne rapidement pour ce genre musical, inspiré par des figures emblématiques telles que Tupac et Booba. Cette nouvelle passion ne manque pas de surprendre ses parents, surtout lorsqu'ils découvrent les bouts de papier sur lesquels il écrivait ses textes, souvent empreints d'une certaine vulgarité. La réaction de son père, choqué par le contenu, est alors particulièrement virulente.

Progressivement, cette passion pour la musique incite Tif à vouloir s'installer en France afin d'y développer sa carrière. S’il aurait pu rapper en arabe et percer en Algérie, il juge que la situation des artistes y est trop précaire.
« Toute ma vie a été construite autour de « quand est-ce que je me barre [de l'Algérie] ? » Avant d’arriver ici, je parlais déjà le français que je voyais dans les vidéos de freestyles. Je voulais vraiment venir en France et faire du rap. Quand t’es artiste en Afrique, c’est un sacrifice. On le voit par exemple avec le Maroc : c’est des talents énormes, c’est des millions de vues mais ils ne sont pas payés. C’est triste à dire mais le rêve que l’on te vend, il ne peut pas vraiment se réaliser chez toi » 
— Tif, dans une interview accordée au magazine en ligne Pan African Music.
À 18 ans, après avoir obtenu son bac, il s'installe en France, à Lyon, officiellement pour les études supérieures, officieusement pour tenter sa chance dans la musique,,. Convaincu que son amour pour le rap et ses racines algériennes peuvent donner naissance à une carrière prometteuse, il se consacre de plus en plus à son art. Cinq ans plus tard, en 2019, il décide d’arrêter ses études et quitte l'EM Lyon Business School. Pendant cette période, il enchaîne divers petits emplois pour subvenir à ses besoins, tout en continuant à travailler sur sa musique. Estimant avoir de meilleures chances à Paris, il finit par s’y installer et trouve un emploi chez Chanel afin de financer ses projets.

### Carrière

#### Prémices (2010-2018)
Toufik débute le rap au début des années 2010, à l'âge de 14 ans. Il fait ses premières armes en participant à des cyphers de rue en Algérie et prend part à plusieurs battles, notamment un contre le rappeur Flenn, qui deviendra un de ses proches. À cette époque, il parvient même à se faufiler dans les loges du rappeur Rim’k lors d’un concert à Alger et profite de l’occasion pour lui rapper ses propres couplet. Lors de cette rencontre, il lui fait une promesse : un jour, il ira en France et percera dans le rap.
En 2012, sous le pseudonyme de Mister Tif , il partage sur SoundCloud une première mixtape composée de neuf titres accompagnés d’un bonus instrumental. La pochette de la mixtape annonce ses ambitions : il prévoit la sortie d’un second projet dès juin 2013 et évoque déjà travailler sur plusieurs morceaux à venir. La même année, il participe au concours Paname Boss Remix, organisé par La Fouine, dans lequel les participants doivent remixer son morceau Paname Boss (qui devient Alger Boss dans son cas). Parallèlement, il dévoile également plusieurs singles et freestyles sur YouTube, dont une partie est encore visible sur diverses chaînes,,,. À 16 ans, une manageuse française venue à Alger après avoir vu l’un de ses clips vidéos lui fait miroiter une opportunité en France, qui s’avère décevante. Cet épisode ne le décourage pas pour autant.
En 2017, il abandonne le nom de "Mister Tif" pour adopter celui de "Tif". En novembre de la même année, il est sélectionné pour participer au concours de freestyle en improvisation Dernier Mot, organisé par Red Bull. Parmi plus de 3000 candidats, il fait partie des 16 finalistes, choisis sur la base d’un freestyle de présentation. Il réussit à atteindre les quarts de finale, mais est éliminé par Res Turner, échappant donc à la finale ayant lieu au Bataclan où parmi les jurés figuraient Youssoupha, Deen Burbigo et Mehdi Maïzi,,. À la fin des années 2010, Toufik apparaît sur quelques mixtapes et singles de rappeurs algériens.

#### Début de popularité avec le morceau3iniya(2019-2021)
En juillet 2019, Tif dévoile le morceau 3iniya ("mes yeux" en français), qui lui permet de toucher un nouveau public, y compris en France,. En septembre 2022, le clip de 3iniya, tourné à Alger, dépasse les 700'000 vues, puis passe le cap du million en décembre 2023. L’engouement est tel que le morceau est repartagé par Jhon Rachid et Soolking sur leurs réseaux respectifs. Ce titre marque un tournant dans sa carrière, le rappeur ayant décidé de supprimer tous ses précédents contenus sur YouTube pour repartir de zéro.
Le morceau attire l'attention de Younès Boucif, acteur, réalisateur et rappeur, qui découvre la chanson grâce à ses suggestions YouTube. Impressionné par le talent et la maturité artistique de Tif, il l’envoie à son frère Adil, son manager. Tous deux contactent le rappeur sur Instagram et lui proposent une session au Red Bull Studio,,. Les deux frères deviennent finalement ses managers. En 2021, ils fondent ensemble la structure et le label indépendant HSH (pour Houma Sweet Houma), qui signifie en français "quartier mon doux quartier". Tif explique que ce nom évoque le sentiment de "home sweet home", tout en intégrant le mot arabe "Houma" signifiant "quartier",,.

#### Retour avecHouma Sweet Houma(2022)
Après la sortie de 3iniya, Tif cesse de publier de nouveaux titres pendant une période prolongée de plus de 30 mois afin de se consacrer à l’élaboration de sa musique. Ce silence prend fin en février 2022, lorsqu'il fait son retour sur la scène musicale avec le morceau Emoji DZ, deuxième extrait de son projet à venir. Fin mars, il partage un troisième morceau, .38, avant d'à terme sortir son projet, Houma Sweet Houma, le 27 mai 2022. Malgré les propositions de grands labels, Tif reste indépendant et fidèle à HSH. Il opte toutefois pour un contrat de distribution avec Warner via ADA France. Tif devient alors l'un des cinq premiers artistes à rejoindre ce label de distribution sous la direction d'Alassane Konaté (aussi connu sous le nom Sals'a),.

Dans cet EP long de huit titres, ainsi que de deux bonus, Tif évoque Alger avec nostalgie, ainsi que son parcours en France, déclarant « avoir quitté Alger pour aller accomplir ses rêves ». En effet, confronté à une réalité différente de celle qu'il avait imaginée, il décrit son arrivée en Europe comme un choc : 
« Je l’avais dit dans un son « en vrai, en Europe il y a un bon service marketing ». On te vend ça comme si tu allais arriver en terre bénie. Sauf qu’en réalité c’est un peu froid. Après, je suis en France depuis sept ans maintenant. On s’y fait » 
En mai 2022, Tif est en pleine écriture d'un livre. En septembre 2022, Younès et Tif s'associent sur le morceau Harraga, qui est selon Booska-P : « un morceau poignant dans lequel ils retracent la journée de départ d’un émigrant algérien tentant d’arriver en Europe par bateau ». Ils s'inspirent de l'histoire vraie de Moussa Safir et de ses amis, des Algériens disparus en mer en 2011. En octobre 2022, Le Figaro le qualifie comme une « étoile montante du rap franco-algérien ». Ce même mois, il attire un public plus large grâce à sa performance lors du MaMa Festival & Convention, dans les rues de Pigalle, à Paris,.

#### Succès avec1.6(2023-2024)
Le 10 mars 2023, Tif publie son projet 1.6, après en avoir dévoilé deux extraits. Ce projet le propulse véritablement sur la carte du rap francophone, son succès attirant rapidement l'attention des médias spécialisés et du public. Parmi eux, le journaliste Mehdi Maïzi souligne l'ampleur du phénomène dans son émission Le Code Review sur YouTube, déclarant que « c'est une superstar en devenir », comparant son potentiel à celui du groupe PNL.
Toujours marqué par la nostalgie et son exil, le titre du projet fait référence à la version 1.6 du jeu Counter-Strike, qui lui rappelle son enfance lorsqu’il observait son frère y jouer dans les cybercafés au début des années 2000. Il renvoie également au code téléphonique de la wilaya d'Alger, le 16,. L’artiste confie avoir hésité entre ce titre et Cauchemar d’un exilé égoïste, mais il a finalement opté pour le premier afin de laisser une interprétation plus nuancée.

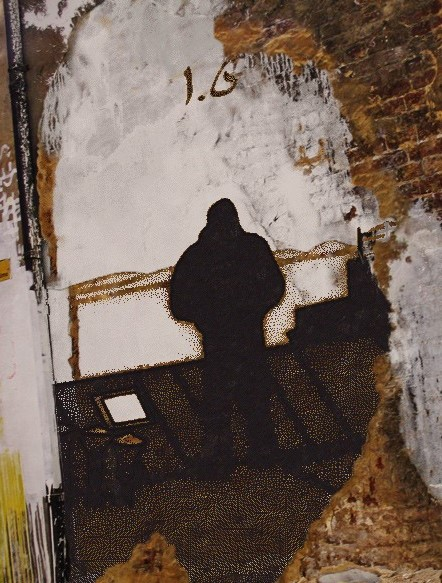
Graffiti de la cover de 1.6

En novembre, Tif décide de revisiter six de ses morceaux en version acoustique, lors d'une session live acclamée par la critique. Time Out Paris qualifie même la performance de « session live à la vue et à la vie complètement dingues ». Les titres sont enregistrés avec quatre musiciens : Nazim et Hakeem à la guitare, Senpaï Katchy au clavier et Naghib aux percussions. Tif est entouré de ses proches, de ses managers Younès et Adil, de son compositeur Khalil, ainsi que de toute l'équipe du label Houma Sweet Houma, le tout dans une ambiance familiale. Cette session a été tournée dans le sud de la France, dos à la Mer Méditerranée, un élément que Tif considère comme une connexion profonde avec son pays d'origine, son passé et sa famille. Ce lieu, choisi pour le tournage du clip, est alors hautement symbolique pour le rappeur, marquant un émotionnel fort avec ses racines.
C’est ainsi qu’en d'avril 2024, Tif remporte le prix de la "Révélation Scénique de l'année" lors de la deuxième édition de la cérémonie des Flammes. En parallèle, il est nommé pour le titre de "Révélation Masculine de l'année", en compétition avec les rappeurs Favé et Yamê. Tif figure également parmi les dix artistes présélectionnés dans deux autres catégories : "Album de l'année" pour 1.6 et "Clip de l'année" pour Hinata. Toutefois, il ne parvient pas à se qualifier pour la sélection finale dans ces catégories, où trois artistes sont élus par le public.
En mai 2024, Tif est invité par Colors pour enregistrer le morceau Nothing Personal, qui sort le 9 mai. Moins de 48 heures plus tard, la vidéo de sa prestation cumule près de 200'000 vues sur YouTube, et surtout 1,6 million sur Instagram. Il dédie sa chanson à tous ses « frères et sœurs de Palestine », qui souffrent de la guerre depuis plusieurs mois. En octobre et novembre 2024, Tif parcourt le continent pour le Europe Tour, qui le mène à Luxembourg, Bruxelles, Genève, Barcelone, Oslo, Tromsø, Berlin et Londres. Le 26 décembre 2024, soit 1 et 9 mois après sa sortie, 1.6 décroche la certification disque d'or avec plus de 50 000 exemplaires vendus.

### Vie privée
Ayant grandi à Alger, il s'installe successivement à Lyon pendant 5 ans, puis à Paris auprès d'un colocataire algérien et ingénieur du son. En 2023, il disait habiter à Vincennes, en région parisienne. Tif parle plusieurs langues comme l'arabe algérien (langue maternelle), et le français. Très attaché à son pays, l'Algérie, il déclare en 2022 dans son morceau Bimo : « je suis fier d'être un dar-blé ».

## Style et textes

### Style et Influences
Entre rap et musique traditionnelle, Tif chante en français et en arabe sur des airs pouvant rappeler le chaâbi, le raï, le gnaoua et la musique andalouse. Inspiré aussi grandement par le rap, notamment Tupac, il déclare : « Ma génération est issue de ces styles et est en même temps influencée par le rap de la fin des années 90. À Alger, il y avait ce mélange de culture du chaâbi et du raï qui venaient de nos parents. Je suis le résultat de ce melting pot musical ».
À la suite de sa rencontre avec Younès Boucif, Tif collabore aux côtés du beatmaker marocain Khalil Cherradi, lui aussi enfant de l'exil. Son style, imprégné de sonorités maghrébines, repose sur des percussions et divers instruments rappelant le raï et les musiques populaires du Maghreb. Il est entre autres derrière les instrumentales des titres Shadow Boxing et Hinata
Selon le vidéaste Le Rap en Mieux, la musique de Tif est empreinte d’une profonde mélancolie, née de son départ d’Algérie. Ce sentiment, connu sous le nom de ghorba, est généralement traduit en français par le mot « exil ». Toutefois en arabe, le mot revêt un sens plus profond, puisqu’il englobe à la fois la distance physique et la nostalgie qui accompagne l’éloignement de l'exilé. Cette thématique peut se retrouver notamment dans son morceau Nothing Personal, où il affirme que « [son] cœur est de l’autre côté de la mer Méditerranée ». En effet, son pays natal est central à sa musique, en tant que première source d’inspiration, avec tout ce qui s'y rapporte : ses problèmes, son énergie, sa spiritualité et ses habitants. Dans une interview accordée au média Yard, il explique tourner dans les quartiers d'Alger pour se reconnecter à ses racines, affirmant qu'il a « besoin de [se] brancher à la source »,.

### Textes
Ses textes évoquent ses conquêtes, ses déceptions et sa fierté d’avoir persévéré sans aide extérieure, selon Algérie360, mais aussi l’amour des amis et de la famille comme le note Réforme, avec des touches de mélancolie et de nostalgie, racontant la vie d'immigré, l'amertume de Parisien et à quel point son pays lui manque,. Pour le Cabaret Sauvage, « son écriture, singulière, bouleverse et agite, ses textes sont fins, mais ses métaphores crues et sa vision du monde poétique, mais politique ». Tif se moque en effet des « intolérants », comme Marine Le Pen (dans HSH) et Eric Zemmour (dans .38).
En termes d’écriture, Tif se dit profondément influencé par le châabi et « les musiques de chez [lui] », qui évoquent une certaine profondeur. Parallèlement, il puise également son inspiration dans le rap français, se décrivant lui-même comme « un mec du boom bap ». Il cite notamment des artistes tels que Booba et Nessbeal comme ses principales influences dans le domaine.

## Engagements

### Concert de la solidarité avec la Palestine
Au cours du mois de mai 2024, Tif et son label HSH organisent un concert en solidarité avec la Palestine au Zénith de Paris, sous le nom de It's Not About Us. Des stands d'une dizaine d'associations sont présents dans le hall menant à la salle, où performent Tif, bien sûr, mais aussi Rim’K, Zamdane, PLK, ElGrandeToto, Alpha Wann, Soolking et Khali, entre autres. Leur cagnotte pour l’ONG Medical Aid for Palestinians (MAP) compte 30'000 euros en début de soirée, et plus de 100'000 après les concerts, dont les billets ont été tous vendus en dix heures. La soirée est également retransmise sur Twitch. Au total, le bilan monte à 181'000 euros pour l'ONG.

### Dénonciation de Jack Lang à l’institut du monde arabe
Durant son live pour la fête de la musique à l'Institut du monde arabe en 2024, TIF a remercié les équipes de l'IMA tout en dénonçant le 4e mandat consécutif de Jack Lang à la tête de celle-ci, confirmé depuis peu par Macron. Mettant en exergue le fait qu'il défendait la décriminalisation de la pédophilie en 1977. « Il n'y a pas assez de personnes compétentes chez nous, chez les Arabes, pour tenir l'institut du monde arabe ? », déclare-t-il alors.

## Discographie

### Singles
- 2019 : 3iniya
- 2022 : Emoji DZ
- 2022 : .38
- 2022 : Hinata
- 2023 : Amnesia
- 2023 : Shadow Boxing
- 2023 : S12, feat. Flenn
- 2024 : Nothing Personal - A COLORS SHOW
- 2024 : Maylin
- 2024 : No Way - feat. Vacra
- 2025 : Hélas - feat. SDM

### Apparitions
- 2022 : Harraga - feat. Younès (sur Identité remarquable)
- 2022 : Kilomètre - feat. Younès (sur Identité remarquable)
- 2022 : Yoda || 808Club - feat. Shaz, Alex Grox (sur 808 Club)
- 2023 : Tango Hawaï - feat. Kekra (sur Miel du média Raplume)
- 2024 : La nuit - feat. PLK (sur Chambre 140 Part.1)
- 2024 : Noum - feat. Zamdane (sur Solsad)
- 2024 : Tant pis - feat. Rim'K, Sofiane Pamart (en bonus sur Lifat Mat)
- 2024 : Forgive Me - feat. Saint Levant (sur Deira)
- 2025 : Obvious - feat. Rilès (sur Survival Mode)

## Clips
- 2019 : 3iniya (3e titre de Houma Sweet Houma)
- 2022 : Emoji DZ (2e titre de Houma Sweet Houma)
- 2022 : .38 (7e titre de Houma Sweet Houma)
- 2022 : Bzmor (6e titre de Houma Sweet Houma)
- 2022 : Hinata (4e titre de 1.6)
- 2023 : Amnesia (3e titre de 1.6)
- 2023 : Shadow Boxing (2e titre de 1.6)
- 2024 : Maylin (single)

## Distinctions

### Cérémonie des Flammes
| Année | Travail nommé | Catégorie                       | Résultat   |
| ----- | ------------- | ------------------------------- | ---------- |
| 2024  | Tif           | Révélation scénique de l'année  | Lauréat    |
| 2024  | Tif           | Révélation Masculine de l'année | Nomination |